# Avast Antivirus
Avast Antivirus — семейство антивирусных программ, разработанных компанией Avast для операционных систем Windows, macOS, Android и iOS. Включает в себя бесплатную и коммерческие версии продуктов, нацеленных на компьютерную безопасность и защиту от вредоносных, шпионских и троянских программ, а также остальных типов киберугроз, включая adware, червей и фишинг.
Название Avast является сокращением от «AntiVirus Advanced SeT» («продвинутый антивирусный набор»); также на морском сленге это слово означает «стой!», «стоп!»
Ранее был отмечен как один из самых популярных антивирусов, потому что версия Free распространялась бесплатно с функционалом, за который другие производители взимали дополнительную плату, и в то же время неоднократно подвергался критике в СМИ из-за сбора и продажи пользовательских данных.

## Продукты

### Для Windows
- Avast Free Antivirus — бесплатный антивирус.
- Avast Internet Security — платная версия антивируса с расширенными функциями.
- Avast Premier — версия с добавлением функции защиты веб-камеры, безвозвратного удаления данных и автоматического обновления программ.
- Avast Ultimate — версия с добавлением VPN-сервиса, инструмента очистки ПК и менеджера паролей.

### Для MacOS
- Avast Security — бесплатная версия.
- Avast Security Pro — платная версия с дополнительной защитой от программ-вымогателей и проникновения в сеть Wi-Fi.

### Для смартфонов
- Avast Mobile Security для Android[8].
- Avast Mobile Security для iOS — бесплатное приложение для iPhone и iPad.

### Для бизнеса
Серия антивирусов Avast Antivirus, Avast Antivirus Pro и Avast Antivirus Pro Plus для установки на серверы и для использования в компаниях.

### Другие программы
Помимо антивирусных продуктов, компания выпускает программы по улучшению производительности компьютера и его очистке, обновлению драйверов, обеспечению приватности в сети, предоставляет неограниченный трафик VPN-сервис , защищенный браузер и менеджер паролей.
По утверждению создателей, продукты Avast были установлены на более 400 миллионов устройств. Программы, рассчитанные для домашнего и коммерческого использования, переведены на 45 языков.

## Отзывы и критика
Продукты Avast неоднократно получали награды от тестовых организаций, журналов и т. д. за быстроту и эффективность работы, а также за большое количество скачиваний.
Согласно отчёту MetaDefender, в 2020 году Avast находится на втором месте по популярности среди средств защиты от вредоносных программ, уступая NortonLifeLock.
Совместное расследование, проведенное изданиями Vice Motherboard и PCMag, обнаружило, что антивирус Avast собирает пользовательские данные, которые затем перепродаются таким компаниям, как Google, Yelp, Microsoft, McKinsey, Pepsi, Sephora, Home Depot, Condé Nast, Intuit и многим другим.
Forbes выяснил, что антивирус Avast эксплуатировал данные около 400 миллионов пользователей для собственного обогащения с 2013 года.
Генеральный директор компании Ондржей Влчек (Ondřej Vlček) подтвердил продажи массивов данных, однако заявил, что вся информация якобы была обезличена: по его словам, до загрузки на серверы компании эта информация лишалась персональной составляющей. Так, к примеру, в URL удаляются имена, если пользователь авторизуется на Facebook. Затем полученная информация анализируется компанией Jumpshot, которая на 65% принадлежит Avast, и перепродается заказчикам как «статистика». По словам Влчека, приобретенный в 2013 году Jumpshot предоставляет разработчику «статистику о том, чем различные категории пользователей занимаются в интернете».
При этом ИБ-эксперты уверяют, что располагая такой детальной информацией, как предоставляет своим клиентам Jumpshot, компаниям-клиентам будет совсем нетрудно сопоставить эти исчерпывающие данные с информацией из других источников, в итоге составив подробный профиль конкретного человека. По мнению экспертов и журналистов, вряд ли в таком случае корректно говорить про обезличенность собираемых данных.

## Ограничения использования в России и Беларуси
10 марта 2022 года компания Avast приостановила продажу своих продуктов в России и Беларуси, а также ограничила загрузку бесплатной версии антивируса из этих регионов. В своём официальном заявлении компания сообщила, что данный шаг обусловлен нежеланием участвовать в финансировании российского правительства посредством налогов, которые могут быть использованы для ведения войны.
С 29 января 2024 все продукты и услуги Avast перестали быть доступными для всех пользователей, находящихся в России и Беларуси. Компания объясняет это тем, что она придерживается санкционной политики, установленной международными правительственными организациями и властями стран-участников, а также связывает это с последними событиями и правилами экспортного контроля.